# 차영옥
차영옥(1960년 3월 5일 ~ )은 대한민국의 배우이다.

## 출연 작품

### 영화
- 1994년 《말미잘》 ... 해녀 역
- 1995년 《누가 나를 미치게 하는가》
- 1996년 《박봉곤 가출 사건》 ... 슈퍼 여자 역(특별출연)
- 1997년 《똑바로 살아라》 ... 송 영감 며느리 역
- 1997년 《스커트 속의 드라마》
- 1997년 《일팔일팔》 ... 무당 역
- 1999년 《닥터 K》 ... 40대 여인 역
- 2001년 《헤라 퍼플》
- 2002년 《싸울아비》
- 2002년 《가문의 영광》 ... 학부모 역
- 2002년 《플라스틱 트리》 ... 수의 모 역
- 2003년 《남남북녀》 ... 북한 외교관 역
- 2004년 《그녀를 믿지 마세요》 ... 점자 모 역
- 2003년 《페이스》 ... 정신클리닉 원장 역
- 2004년 《늑대의 유혹》 ... 고모 역
- 2005년 《주먹이 운다》 ... 교복 엄마 역
- 2006년 《각설탕》 ... 포차 아줌마 역
- 2013년 《터치 바이 터치》 ... 주희 모 역
- 2014년 《뽕 2014》 ... 이장 아내 역
- 2015년 《7공주 대리운전》 ... 서남희 역

### 드라마
- 1993년~1999년 MBC 《경찰청 사람들》
- 1999년~2000년 KBS2 《누룽지 선생과 감자 일곱개》 ... 강지석의 모 역
- 1999년~2009년 KBS2 옴니버스드라마 《부부클리닉 사랑과 전쟁》 ... 단역 출연
- 1999년 MBC 월화드라마 《허준》
- 2003년 SBS 일일시트콤 《똑바로 살아라》
- 2003년 KBS 월화 미니시리즈 《상두야, 학교가자》
- 2004년~2005년 MBC 일일연속극 《왕꽃 선녀님》 - 문미영네 가사도우미 역
- 2004년~2005년 KBS2 대하드라마 《불멸의 이순신》
- 2006년 MBC 특집드라마 《우리 다시 사랑할까요?》
- 2007년 KBS 수목 미니시리즈 《인순이는 예쁘다》 ... 남소정 역
- 2008년~2009년 SBS 주말특별기획 《가문의 영광》 ... 내과의사 역
- 2008년~2009년 SBS 일일드라마 《아내의 유혹》
- 2010년 SBS 드라마스페셜 《산부인과》 ... 김영미의 어머니 역
- 2010년~2011년 KBS 《웃어라 동해야》 ... 이현주 원장 역
- 2011년 SBS 주말특별기획 《신기생뎐》 ... 차라리의 지인 역
- 2011년 MBC 주말드라마 《내 마음이 들리니》 ... CEO의 부인 역
- 2011년 KBS 일일아침드라마 《두근두근 달콤》
- 2011년 tvN 미니시리즈 《로맨스가 필요해》 ... 강현주의 어머니 역
- 2012년 MBC 수목드라마 《아이두 아이두》 ... 구두회사 前 팀장 역
- 2012년~2013년 KBS2 주말연속극 《내 딸 서영이》 ... 이삼재에게 돈 갚으라는 여자 역
- 2013년 MBC 주말특별기획 《백년의 유산》 ... 계모임 회원 역
- 2013년 채널A 《천 개의 비밀 어메이징 스토리》 ... 단역 출연
- 2014년 MBC 《앙큼한 돌싱녀》 ... 나애라 어머니의 지인 역
- 2014년~2015년 MBC 《전설의 마녀》 ... 김장 하는 여자 역
- 2016년 SBS 《그래, 그런거야》
- 2017년 JTBC 《품위있는 그녀》 ... 부녀회장 역
- 2022년 TV조선 《빨간풍선》